# Rolf Brandt

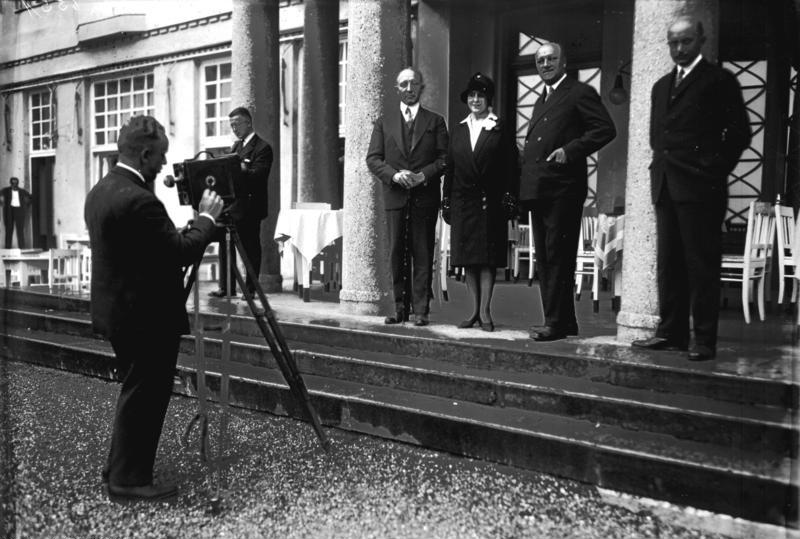
Rolf Brandt (2. v. r.) im Jahr 1928

Rolf Brandt (* 1. Februar 1886 in Berlin; † 5. April 1953 in Butzbach) war ein deutscher Schriftsteller.

## Leben
Rolf Brandt promovierte 1909 zum Dr. phil. und war danach u. a. als Journalist und Schriftsteller tätig. Im Ersten Weltkrieg war er als Kriegsberichterstatter aktiv. Brandt war Schriftleiter des Berliner Lokal-Anzeigers. 
Nach der "Machtergreifung" der Nationalsozialisten unterschrieb Brandt im Oktober 1933 zusammen mit weiteren 87 Schriftstellern das Gelöbnis treuester Gefolgschaft für Adolf Hitler.
Nach Kriegsende wurden mehrere seiner Schriften in der Sowjetischen Besatzungszone und in der Deutschen Demokratischen Republik auf die Liste der auszusondernden Literatur gesetzt.

## Werke
- Stunden, die wir nicht vergessen, Berlin 1908
- Adam im Frack, Berlin-Charlottenburg 1911 (zusammen mit Paul von Schönthan)
- Balladen, Dresden 1912
- Gottfried Keller, Bielefeld [u. a.] 1913
- Theodor Fontane, Bielefeld [u. a.] 1913
- Fünf Monate an der Ostfront, Berlin 1915
- Der große Vormarsch 1915, Berlin 1915
- Um Riga und Oesel, Bielefeld [u. a.] 1917
- Versailles, Berlin 1919
- Albert Leo Schlageter, Hamburg 1926
- So sieht die Weltgeschichte aus, Hamburg 1926
- Das Gesicht Europas, Hamburg 1928
- Vom Vater gerichtet, Leipzig 1928
- Stätten der Tragik, Hamburg 1929
- Jörg Mertens, der Sohn der Heide, Leipzig 1930
- Das Wolgalied, Hamburg 1930
- Antworte, Charlie, die Zeit verrinnt, Berlin 1932
- Erlebtes Afrika, Berlin 1932
- Um die Welt mit Dir, Berlin 1933
- Der Weg durch die Hölle, Berlin 1933
- Abschied von Hindenburg, Berlin 1934
- Versailles, Leipzig 1934
- Christine von Milotti, Berlin 1935
- Donauraum ... Schicksalsraum, Hamburg 1935
- Herbst in Genf, Berlin 1935
- Abschied von Mariampol, Berlin 1936
- Mit Luftschiff "Hindenburg" über den Atlantik, Berlin 1936
- Dreiunddreißig Jahre Weltgeschichte, Berlin 1937
- Flucht in die Freiheit, Berlin 1937
- Liebe auf Ösel, Berlin 1940
- Berlinerin im tollen Jahr, Berlin 1942

## Herausgeberschaft
- Hugo Eckener: Die Amerikafahrt der "Graf Zeppelin", Berlin 1928
- Thilo Schmidt: Wenn du noch eine Mutter hast, Leipzig 1934